# Guy Camus (Geologe)
Guy Camus (* 20. November 1941 in der Auvergne; † 19. Juni 1999 in Clermont-Ferrand) war ein französischer Geologe, der sich vornehmlich der Vulkanologie widmete.

## Leben
Camus wurde in der Region des Bergmassivs Monts du Livradois in der Auvergne geboren, das sich in 1215 m Höhe erhebt. Er studierte an der Ecole des Alpes in Grenoble, bevor er 1967 einen Lehrauftrag am von Maurice Roques geleiteten Geologielabor der Universität Clermont-Ferrand erhielt, das auf die Untersuchung von Sockeln und die Geochronologie spezialisiert war. Dort verbrachte er seine gesamte akademische Karriere, zunächst als Assistent und später als Dozent (Maître de Conférences), bis zu seiner Pensionierung wenige Wochen vor seinem Tod. 1967 spezialisierte sich die Abteilung auf Krustenstudien und auf die neuen radiometrischen Methoden der Gesteinsdatierung. Camus’ erste Expedition führte ihn auf die Kerguelen, die er jedoch krankheitsbedingt vorzeitig abbrechen musste.
Er konzentrierte sich bald darauf auf die Chaîne des Puys, eine vulkanische Gebirgskette von etwa hundert Lavadomen, Schlackenkegel und Maaren in der Auvergne. Als Feldgeologe erforschte Camus die Struktur und die Entwicklung der Kette sowie die eruptiven Prozesse, die in der komplexen Stratigraphie der überlagernden Tephra-Sedimente zum Ausdruck kommen.
Camus fasste die verfügbaren geophysikalischen Daten zusammen, kartierte die Region geologisch und rekonstruierte detailgetreu die vulkanische Entwicklung über einen Zeitraum von 100.000 Jahren. Er initiierte auch ein innovatives Datierungsprogramm unter Verwendung von C-14- und Thermolumineszenz-Methoden und war einer der ersten Forscher in Frankreich, der sedimentologische Prinzipien auf die Untersuchung von pyroklastischen Ablagerungen anwendete.
Seine 1975 abgeschlossene Dissertation mit dem Titel La Chaîne des Puys: étude structurale et volcanologique führte zur ersten Ausgabe der vulkanologischen Karte der Chaîne des Puys sowie einem Feldführer mit dem Titel Volcanologie de la Chaîne des Puys, die sowohl in französischer als auch in englischer Sprache vorliegen und immer wieder aktualisiert wurden. Von August 1979 bis September 1979 war Camus Inhaber eines Fulbright-Gaststipendiums zum Projekt Volcanic geology of the cascade region, das unter der Leitung der University of Oregon und dem Hawaiian Volcano Observatory durchgeführt wurde.
Camus erforschte in den 1980er Jahren zahlreiche andere junge Vulkane, darunter den Krakatau, den Galunggung, den Merapi, die Einlagerung großer Ignimbrite in der türkischen Provinz Kappadokien, den Colima in Mexiko, den Capelinhos auf den Azoren, Vulkane in Polynesien, in Madagaskar, den Kanarischen Inseln, auf Vanuatu, den Montagne Pelée auf Martinique sowie den Vesuv und die Phlegräischen Felder in Italien. Er leistete Pionierarbeit bei der Erforschung von phreatomagmatischen Explosionen und deren Produkten, wobei sein Interesse durch die Maare der Chaîne des Puys geweckt wurde.
Später widmete er sich der Analyse der strukturellen Eigenschaften von Trümmerlawinen und ihrer Rolle bei der Auslösung von explosiven Eruptionen. In Zusammenarbeit mit Claude Robin untersuchte er die Lawinen am Colima und formulierte gemeinsam mit Pierre M. Vincent die Hypothese, dass der Tsunami nach dem Ausbruch des Krakatau im Jahr 1883 durch eine Trümmerlawine verursacht wurde. Zur Überprüfung dieser Annahme wirkte er an wissenschaftlichen Expeditionen zum Krakatau mit und nutzte Seitensichtsonar, um die hügelige Topografie des Meeresbodens abzubilden.
1984 vermutete er, dass die dicken Brekzien am Plomb du Cantal im südfranzösischen Zentralmassiv das Ergebnis von Trümmerlawinen vom Typ St. Helens darstellen, eine Annahme, die später bestätigt wurde und heute die Grundlage für moderne Studien in dieser Region bildet. Camus interessierte sich auch für Lavadome und die von ihnen erzeugten Block- und Ascheströme. In den 1980er Jahren arbeitete Camus in Indonesien und betreute Diplomarbeiten über den Merapi und das Bromo-Tengger-Massiv. 1994 war er einer der Leiter des IAVCEI-Workshops über explosiven Vulkanismus in Kappadokien.
Camus Bibliografie umfasst 190 Veröffentlichungen, 52 davon in englischer Sprache. Er betreute zahlreiche Doktoranden und Masterstudenten und leitete in späteren Jahren die jährliche Exkursion der Universität Clermont-Ferrand in die Römische Provinz und die Äolischen Inseln in Italien.
Camus starb am 19. Juni 1999 im Alter von 57 Jahren infolge eines Unfalls in seinem Haus. Seine Frau Yvette starb bereits 1994. Das Paar hatte eine Tochter.